# ボリビア空軍
ボリビア空軍（ボリビアくうぐん、スペイン語: Fuerza Aérea Boliviana、略称FAB）は、ボリビアの空軍組織。
ラパス市近郊のエル・アルト国際空港（軍民共用）を主要拠点とし、旅客輸送（TAM）と貨物輸送（TAB）の事業運営をも行う。

## 組織
2007年時点で現役兵総員約6,500人。
- 2個要撃航空隊
- 1個訓練・近接航空支援隊
- 1個捜索救難航空隊
- 1個輸送航空隊
- 3個対反乱戦航空隊
- 3個救難航空隊
- 3個訓練航空隊
- 1個ヘリコプター隊（対麻薬捜査支援）
- 1個防空隊

旅客・貨物航空事業部門
- TAM：軍航空輸送
- TAB ：ボリビア航空輸送

## 装備

### 航空機

#### 固定翼機
- JL-8VB(K-8VB) × 6機
- ピラタス PC-7 × 18機

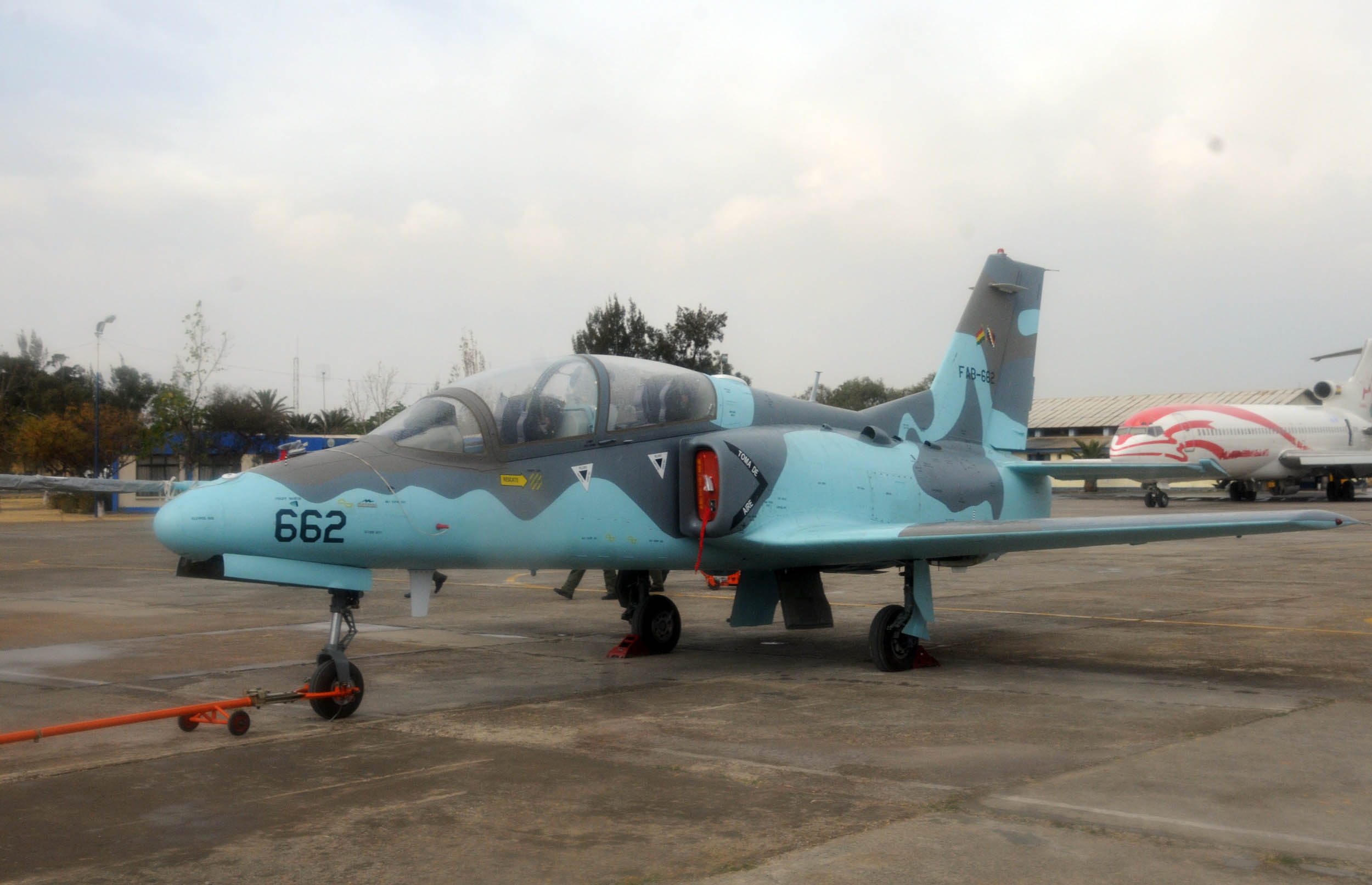
JL-8VB(K-8VB)

- RC-130A C-130B C-130H × 7機
- キングエア90 × 3機
- ビーチクラフト1900 × 1機
- ビーチクラフト ボナンザ × 1機
- コンベア440 × 1機
- フォッカー F27 × 3機
- エアロコマンダー690 × 1機
- IAI-201 アラヴァ × 4機
- リアジェット25B　/　リアジェット25D × 2機
- パイパー PA-32 × 1機
- パイパー PA-34 × 3機
- CASA C-212 × 2機
- BAe 146 × 1機
- セスナ 206 × 14機
- セスナ 210 × 1機
- セスナ 152 × 9機
- セスナ 152 × 1機（輸送用途）
- A-122 × 28機
- T-25 × 6機
- T-34B × 10機

#### 回転翼機
- UH-1H × 15機
- HB-135B × 2機
- AS-532 × 2機

#### 火砲
- 20mm機関砲 × 18門
- 65式37mm機関砲 × 18門